# Magnolia obovata
Magnolia obovata este o specie de plante din genul Magnolia, familia Magnoliaceae, descrisă de Carl Peter Thunberg. Conform Catalogue of Life specia Magnolia obovata nu are subspecii cunoscute.